# Gábor Pölöskei
Gábor Pölöskei (Mosonmagyaróvár, Hungría; 11 de octubre de 1960) es un exfutbolista y entrenador húngaro que jugaba en la posición de delantero.

## Carrera

### Club
Inició su carrera en 1978 con el Gyori ETO FC con quien jugó por tres temporadas. Luego pasó al Ferencvárosi TC en el que jugó hasta 1987.
En 1987 pasa al MTK Budapest FC donde permanece hasta 1991, año en el que viaja a Suiza y juega con el SR Delémont por dos temporadas. En 1993 regresa a Hungría para volver al MTK Budapest FC para retirarse un año después.

### Selección nacional
Jugó para Hungría de 1980 a 1987 en 15 partidos y anotó cuatro goles, dos de ellos en la Copa Mundial de Fútbol de 1982, uno a El Salvador y el otro a Argentina.

### Entrenador
Dirigió al MTK Budapest FC en la temporada de 2000/01, y luego dirigió al Budapest Honvéd FC con quien ganó la Copa de Hungría en la temporada 2008/09.

## Logros
- copa de Hungría: 1

2008/09